# Петрушко, Игорь Мелентьевич
Игорь Мелетиевич Петрушко (род. 5 мая 1942, Бакр-Узяк) — математик, специалист в области дифференциальных уравнений с частными производными. Профессор, доктор физико-математических наук (1986), действительный член РАЕН.

## Биография
Игорь Мелетиевич Петрушко родился 5 мая 1942 года в селе Бакр-Узяк Абзелиловского района Башкирской АССР. В руководитель профессор Самуил Давидович Эйдельман). Стажировался в МГУ (научный руководитель Валентин Петрович Михайлов). Учился в аспирантуре Математического института АН СССР им. В. А. Стеклова (1965—1968) под руководством Михайлова В. П.
Стажировался во Франции в Парижском университете под руководством академика Ж. Лионса. В 1969 году защитил кандидатскую диссертацию на тему: «О краевых задачах для уравнений смешанного типа». После окончания аспирантуры работал в Центральном научно-исследовательском институте экономики и научно-технической информации угольной промышленности (ЭИУголь), Всероссийском научно-исследовательском институте организации, управления и экономики нефтегазовой промышленности (ВНИИ ОЭНГ).
В 1986 году защитил докторскую диссертацию, посвященную поведению вблизи границы области эллиптических и паработлиеских уравнений. Имеет ученое звание профессора (1990) и степень доктора физико-математических наук (1986).
В 1992—1996 годах Петрушко И. М. работал в должности заведующего кафедрой Высшей математики Московского авиационного технологического института (ныне Российский государственный технологический университет имени К. Э. Циолковского), с 1996 по сентябрь 2009 года — зав. кафедрой Высшей математики Московского энергетического института (МЭИ). Работает в МЭИ и в настоящее время.

## Научная деятельность
Область научных интересов: теория уравнений в частных производных. Им получен ряд результатов по вопросам поведения вблизи границы области решений эллиптических уравнений, установлены условия существования пределов на границе области параболических уравнений, вырождающихся эллиптических и параболических уравнений.
Петрушко И. М. принимает участие в международных и российских конференциях, выезжает для чтения лекций в университеты России, США, Монголии и др.
Под его руководством были подготовлены и защищены 6 диссертаций на соискание ученой степени кандидата физико-математических наук. Петрушко И. М. является автором около 140 научных работ в России, так и за рубежом, включая учебные пособия по математике для студентов вузов.

### Труды
- Петрушко И. М., «О граничных значениях решений параболических уравнений», Математический сборник, 103:3 (1977), 404—429.
- Петрушко И. М., «О граничных и начальных значениях решений параболических уравнений», Математический сборник, 106:3 (1978), 409—439.
- Петрушко И. М., «О граничных значениях решений эллиптических уравнений в областях с ляпуновской границей», Математический сборник, 119:1 (1982), 48-77.
- Петрушко И. М., «О граничных значениях решений, вырождающихся на границе области эллиптических уравнений», Математический сборник, 136:2 (1988), 241—259.
- Петрушко И. М., «О существовании граничных значений решений вырождающихся эллиптических уравнений», Математический сборник, 190:7 (1999), 41-72.